# 大和公园

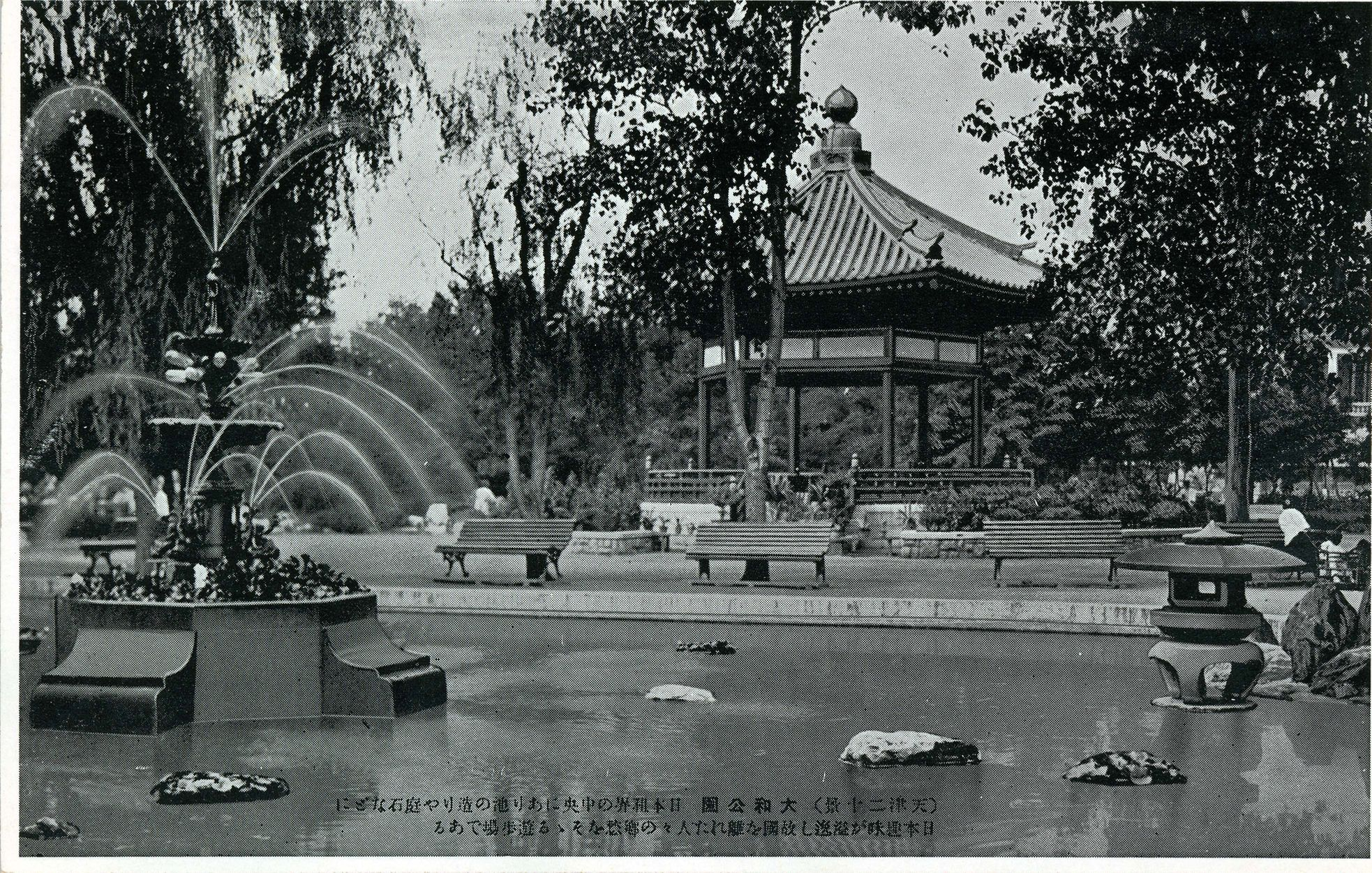
大和公园

大和公园，是近代位于天津日租界内的公园，1909年落成并举行开园典礼。大和公园名称象征日本的文化背景和在津日本侨民的身份认同，公园内建有天津神社和“北清战役（即庚子事变）纪念碑”，是在津日本侨民的娱乐与休闲场所，但也被中国学者指出其展示了殖民侵略者的理念及力量。

## 历史

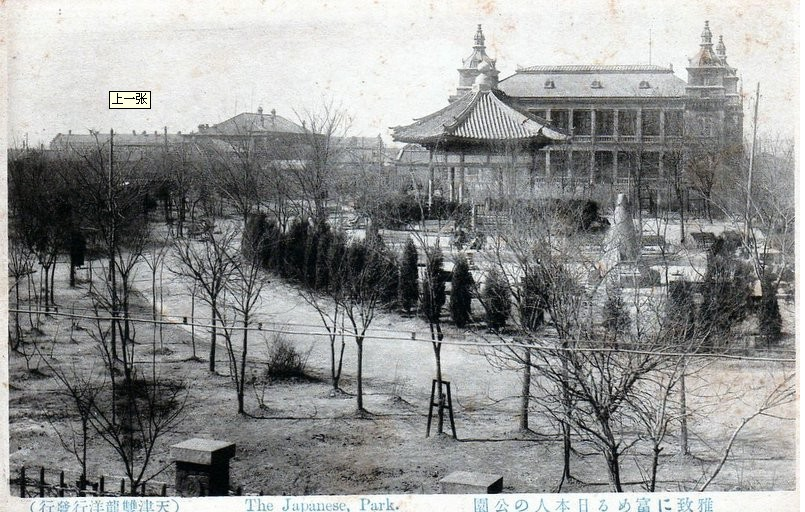
大和公园和天津日本公会堂

天津日租界在设立之初，在初期规划中即明确划定公园用地，体现了公园在日本近代城市规划理念中的重要地位。1909年大和公园落成并举行开园典礼。天津总领事伊集院命名为“大和”，源自日本古代的“大和国”，象征日本的文化背景和在津日本侨民的身份认同。
1916年，天津日本居留民团修改了公园的入园规则，限制中国人进入公园。中国官员和知名人士需要持有租界当局发放的入园券才能入园，其他中国人则只能在每天下午六点以后进入。
1945年，随着日本战败，日租界的收回，大和公园的性质发生了重大变化。国民政府决定将公园改建为忠烈祠，成为纪念革命烈士的场所。1949年，该地区的历史遗址被拆除，原有的神社与园林建筑不再存在。1960年，天津市政府在原址上修建了“八一礼堂”，作为新的文化设施与历史象征。

## 景观与活动

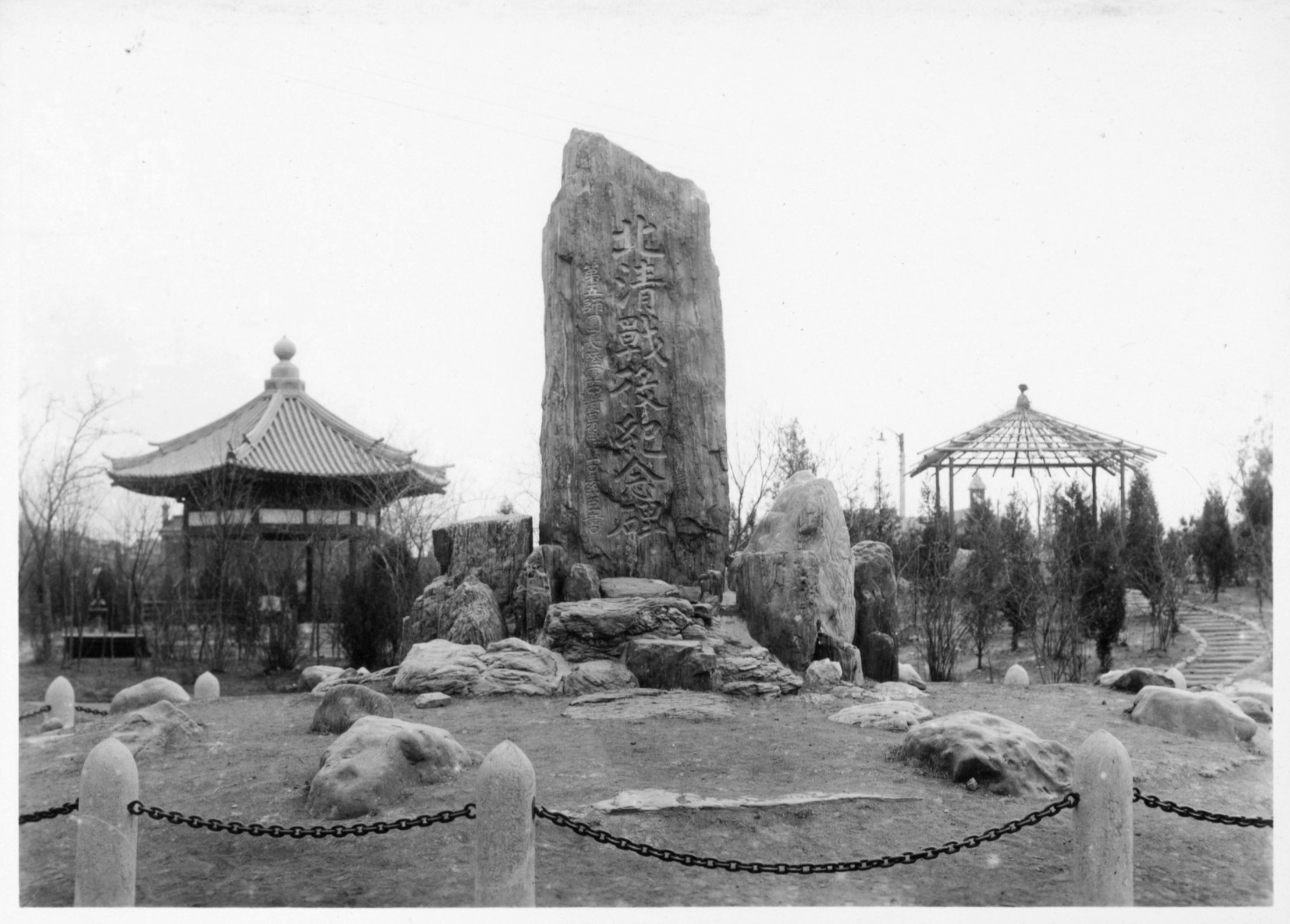
北淸戰役(庚子事变）記年碑

公园内的园林景观精致、活动多样，成为当时天津最具代表性的公园之一。根据南开大学1926年编辑出版的《天津租界与特区》一书，公园内设施丰富多样，包括神社、凉亭、土山、竹门、喷水池、射箭场、儿童运动场、纪念碑等，花木繁茂，是当时津埠各公园中的佼佼者。天津日本居留民团与日本驻天津总领事馆常在公园内举行盛大的阅兵式和招魂祭等仪式。

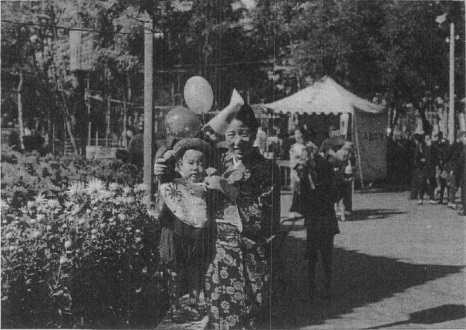
日本侨民在天津日租界的大和公园内游玩

大和公园不仅是日侨社群的休闲地，也是天津日租界内日本传统文化和娱乐活动的展示场所。在天津度过童年时光的八木哲郎在回忆录中提到：“在天津神社所在的大和公园内建成了土俵，在这里举行大人和孩子的相扑大会与抽彩活动，还举办了剑道大会。我们在神社的参拜道路和公园内来回奔跑着游玩。”

## 研究
历史学者、南京大学陈蕴茜教授认为：“殖民者在公园中建造代表其文化意象和殖民侵略象征的建筑物，更直观地传达了殖民者的政治理念——通过这一空间，展示其武力、种族及文明的优越感。”天津社会科学院历史研究所万鲁建认为大和公园在殖民地文化中具有复杂角色，即：它不仅是日侨的娱乐与休闲场所，也成为了展示殖民主义力量和文化象征的平台。